# Michael Kosterlitz
John Michael Kosterlitz (Aberdeen, 22 juni 1943) is een Brits natuurkundige. In 2016 won hij samen met zijn landgenoten David Thouless en Duncan Haldane de Nobelprijs voor Natuurkunde voor theoretische ontdekkingen van topologische fase-overgangen en topologische fasen van materie.

## Biografie
Kosterlitz werd geboren in het Schotse Aberdeen als zoon van Duits-Joodse immigranten. Hij ontving zijn bachelor- en mastergraad aan het Gonville and Caius College van de Oxford-universiteit. In 1969 promoveerde hij aan het Brasenose College, Oxford-universiteit. Na een aantal postdoc-posities te hebben vervuld, waardonder stints aan de Universiteit van Birmingham samenwerkend met David Thouless een aan de Cornell-universiteit, werd hij in 1974 benoemd tot de faculteit van de Universiteit van Birmingham, eerst als lecturer en later als reader. Sedert 1982 is hij hoogleraar fysica aan de Brown-universiteit in Providence, Verenigde Staten.

## Werk
Kosterlitz doet onderzoek naar de theorie van gecondenseerde materie, een- en tweedimensionale fysica, faseovergangen, random systemen, elektronenlokalisatie, spinglas alsmede het smelten en bevriezen van materie binnen kritische systemen.
Zijn naam is verbonden aan de Kosterlitz-Thouless-faseovergang. Samen met mede-Nobellaureaat Thouless onderzocht hij hoe elektronen bij zeer lage temperaturen zich gedragen in tweedimensionale materie, bijvoorbeeld in dunne lagen supergeleidende materiaal. De kwantummechanica bepaalt dan dat zulke elektronen als een collectief 'geknoopt' paar gedragen. Echter vanaf een bepaalde temperatuur kunnen deze 'knopen' een andere vorm gaan aannemen die topologisch van elkaar verschilt. Het is tijdens zo'n toplogische of KT-faseovergang dat geknoopte elektronenlaagjes overspringen van de ene naar de andere topologische toestand.
Met de theorie van topologische faseovergangen kunnen wetenschappers bepaalde eigenschappen van materialen voorspellen in vooral dunne materialen. De theorie van KT-faseovergangen bleek tevens universeel toepasbaar te zijn, niet alleen in de wereld van de gecondenseerde materie maar ook op andere gebieden van de natuurkunde, zoals de atomaire fysica en de statische mechanica.